# Javna krunica
Javna krunica javno je moljenje krunice na gradskim trgovima i ostalim javnim prostorima. 
Popularizacija molitve u zadnjim godinama vezuje se uz poticaj poljskih biskupa, koji su 2017. godine obavili posvetu Poljske Bezgrješnom Srcu Marijinu te su tom prigodom poveli preko 2 milijuna vjernika do granica svoje zemlje (Krunica na granicama), moleći krunicu za zaštitu svoje domovine. Sljedeće su godine irski biskupi poveli Irce na 280 mjesta na obalama svojega otoka, a britanski biskupi na više od 400 lokacija na svojim obalamq. U Sjedinjenim Američkim Državama, Australiji i brojnim drugim zemljama pokrenuta je akcija javnog moljenja krunice „od obale do obale” (eng. Coast to Coast), na javnim prostorima u mjestima diljem zemlje. Često su molitelji pretežno ili čak isključivo muškarci.

## Australija
Od 2018. god. s javna krunica moli diljem Australije. Akcija je krenula pod nazivom "Oz Rosary Around Australia", s namjerom organizacije (prva) 53 mjesta javne molitve krunice (u jednoj uobičajenoj krunici, Zdravo Mariju moli se 53 puta) uz sve obale Australije.
Katolici - među njima i članovi hrvatskih katoličkih misija - okupljeni kao Vitezovi Predragocjene Krvi Kristove počeli su 2022. moliti u Sydneyu.

## Austrija
Franjevac i svećenik Petrus Pavlicek, nadahnut posjetom marijanskom svetištu u Mariazellu 1946., pokrenuo je javnu molitvu krunicu i ophode sa svijećama u Beču od 1947. do 1955., u kojima su sudjelovali i kancelari Leopold Figl i Julius Raab, moleći za oslobođenje Austrije od sovjetske okupacije, što se i dogodilo potpisivanjem Austrijskog državnog ugovora 1955. kojim su se sovjetske snage povukle iz Austrije.
Katolički laik Louis-Pierre Laroche je krajem 2021. godine pokrenuo javno moljenja krunice u Austriji, povodom stanja vezanog uz pandemiju COVID-19; u organizaciji udruge „Österreich betet“ održavaju se od tada svake srijede navečer molitve za domovinu.

## Francuska
Po uzoru na inicijativu „Österreich betet“ iz Austrije, u Francuskoj se proširila analogna inicijativa, pod imenom „La France prie” (Francuska moli), ondje se već u veljači 2022. god. bilježi oko 11 tisuća molitelja.

## Hrvatska
U Hrvatskoj je masovnija javna molitva krunice pokrenuta početkom Domovinskoga rata, kada se od ljeta 1991. molila na trgovima u hrvatskim gradovima. Kardinal Franjo Kuharić i biskup Juraj Jezerinac, ali i sami hrvatski branitelji isticali su tijekom i nakon rata značaj krunice u ratu, noseći je oko vrata, moleći je i pozivajući na molitvu. Krunica se smatra jednim od simbola samoga rata. Na Kamenitim vratima u Zagrebu krunica se moli svakoga utorka, počev od 2012. godine. Početkom pandemije COVID-19 2020. god. molitveno okupljanje na Kamenitim vratima je obustavljeno, da bi ponovo otpočelo 2022. god.
Pobožnost je popularizirana 2022. u raznim gradovima diljem Hrvatske, najčešće svake prve subote u mjesecu. Početkom 2022. u Dubrovniku javnu molitvu pokreću "Marijini sinovi", potom u lipnju iste godine u Zagrebu javnu molitvu organiziraju "Muževni budite!" i "Vitezovi Bezgrešnog Srca Marijina". U Splitu se javna krunica moli od rujna 2022., što organiziraju "Marijini ratnici", a nakon toga se pokreću takva molitvena okupljanja i u drugim gradovima: Vinkovcima, Slavonskom Brodu, Varaždinu, Križevcima.

### Odjeci
U Hrvatskoj su ponegdje bili organizirani prosvjedi protiv molitve na trgovima.
U anketi Hrvatske radiotelevizije u ožujku 2023. od 1100 ispitanika njih 76% odgovorilo je da ne podržava okupljanja molitelja na gradskim trgovima, od kojih trećina smatra da molitveni skupovi nemaju veze s vjerom i Crkvom. Polovica bi bila za to da se klečanje i molitva zabrane, a trećina ne želi zabranu. Od 15% onih koji podržavaju okupljanja, trećina smatra da molitva nikom ne treba smetati.

## Irska
Pobožnost javne krunice zaživjela je i u drugim zemljama pa je otac Marius O’Reilly, svećenik u Corku u Irskoj, pokrenuo sličnu inicijativu „Krunica na obali”, molitve krunice na obalama, a u unutrašnjosti uz rijeke, jezera i granice. U Irskoj i Sjevernoj Irskoj zabilježen je trend javnog iskazivanja pobožnosti kriunce u vidu molitve na trgovima većih gradova svake prve subote u mjesecu.

## Južna Afrika
U Južnoj Africi je u listopadu 2023. god. održano preko tisuću Rosary Rallies na javnim mjestima diljem zemlje.

## Kanada
U Kanadi se od 2018. god. u listopadu održavaju Rosary Rallies, i te je godine održano njih 35 u raznim mjestima diljem zemlje. U listopadu 2023. god. je Rosary Rally održan na 1.025 mjesta u Kanadi.

## Poljska
Prve javne molitve krunice inicirao je u Poljskoj 2009. god. katolički laik Maciej Maleszyk, kao svojevrsnu reakciju na parade „gay pride” koje su se počele održavati u toj zemlji. Sljedećih je godina nastavio organizirati takva javna molitvena okupljena kao čin tzv. naknade (reparatio) povodom parada.
Pobožnost je dodatno popularizirana u Poljskoj nakon proslave stogodišnjice ukazanja Gospe u Fatimi inicijativom „Krunica na granicama“ u listopadu 2017. U studenome 2020. poljski vjernici, zajedno sa svojim svećenicima, pridružili su se molitvenoj inicijativi „Krunica do granica neba“.

## Ujedinjeno Kraljevstvo
Skupina katolika u Ujedinjenome Kraljevstvu pokrenula je inicijativu javne molitvne krunice „UK Prays”, u sklopu se koje se moli u Bournemouthu, Bristolu, Cardiffu, Cliffsendu, Durhamu, Eastbourneu, Edinburghu, Glasgowu, Headcornu, Ipswichu, Kiltierneyu, Lemington Spa, Leedsu, Londonu (na više mjesta), Lutonu, Maestegu, Market Harboroughu, Milton Keyenesu, Newburyu, Nottinghamu, Peterboroughu, Rhonddi, Sheffieldu, Southamptonu, Southportu, Stockportu, Swanseai, Trowbridgeu i dr.

## Sjedinjene Američke Države
U Sjedinjenim Američkim Državama organiziraju se tzv. Rosary Rallies. U listopadu 2023. god održano je 20.045 takvih manifestacija na trgovima i drugim javnim mjestima. S organiziranjem takvih manifestacija započelo se 2006. godine.

## Vanjske poveznice
- javna krunica u svijetu